# Parsac (ancienne commune)
Cet article concerne l’ancienne commune de Parsac. Pour la commune nouvelle fondée en 2025, voir Parsac
Parsac est une ancienne commune du sud-ouest de la France, située dans le département de la Creuse dans la région Nouvelle-Aquitaine, devenue le 1er janvier 2016 une commune déléguée au sein de la commune nouvelle de Parsac-Rimondeix.

## Géographie

### Généralités

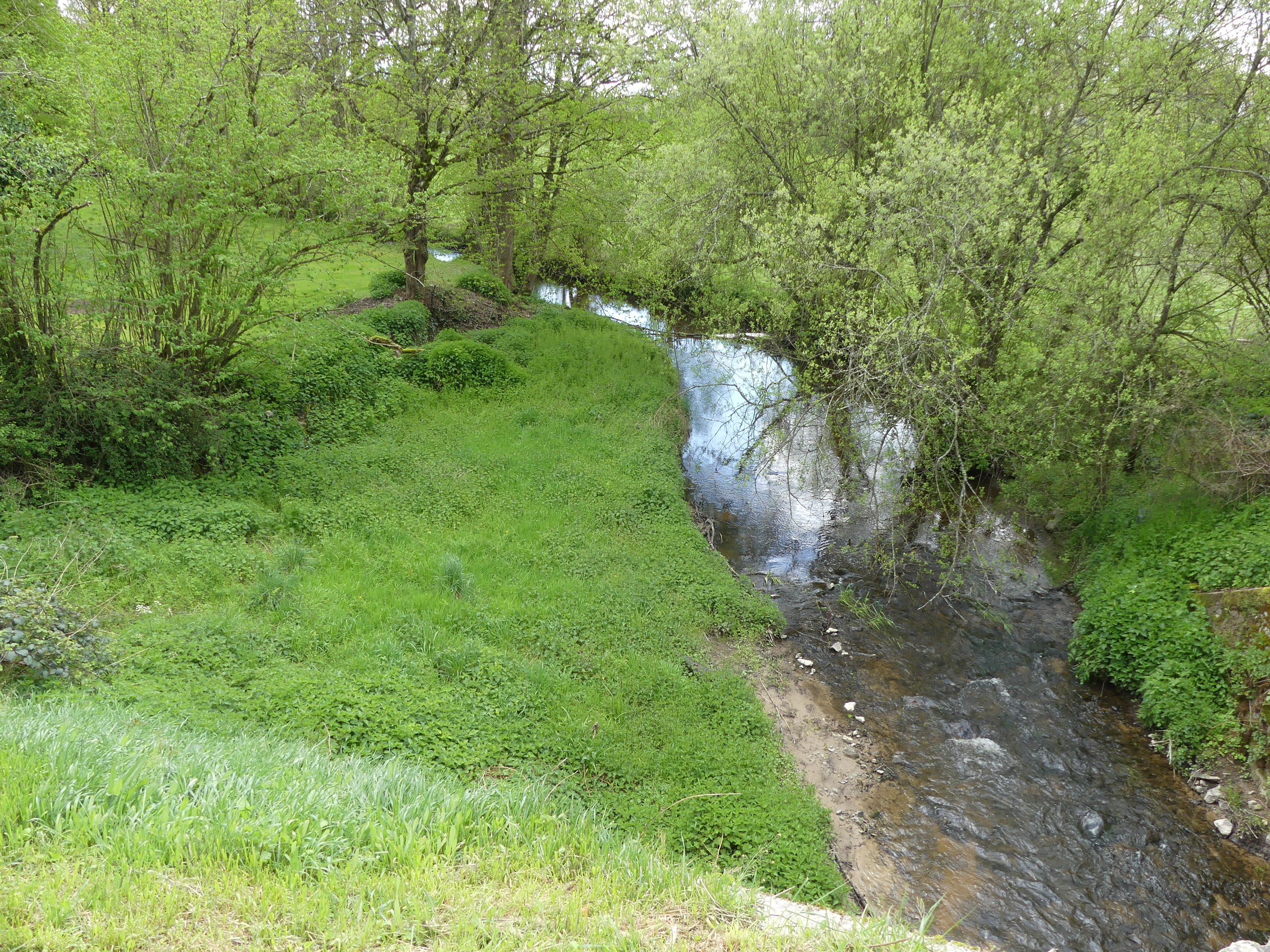
Le Verraux à la Chapelle.

Dans le quart nord-est du département de la Creuse, la commune déléguée de Parsac s'étend sur 38,99 km2. Elle est arrosée par le Verraux et par ses affluents le ruisseau de Jarnagette et le ruisseau de Maison Neuve.
L'altitude minimale avec 367 mètres se trouve localisée dans nord-ouest, au nord de Jarnagette, là où le Verraux quitte le territoire de Parsac et entre sur celui de Rimondeix. L'altitude maximale avec 503 mètres est située dans le sud-ouest, au sud-ouest du lieu-dit les Bruyères.
Le bourg de Parsac, situé 650 mètres au nord de de la RN 145 (RCEA), est composé d'une école maternelle et primaire, un collège, gymnase, bar-tabac (avec un point multi-services), d'une bibliothèque, agence postale, d'un salon de coiffure, service de taxi, stade de football et d'une salle polyvalente.
Via la RN145, le bourg est à 15 minutes de Guéret, 20 minutes de Montluçon, 1h de Limoges (RN145/A20) et 1h15 de Clermont-Ferrand (RN145/A71).
Le territoire de Parsac est également desservi par les routes départementales RD 9, 30, 50 et 100.

### Communes limitrophes
En 2015, avant la création de la commune nouvelle de Parsac-Rimondeix, Parsac était limitrophe de huit autres communes.
| Blaudeix - Rimondeix | Domeyrot             | La Celle-sous-Gouzon |
| Jarnages             | Parsac               |                      |
| Cressat              | Saint-Dizier-la-Tour | Gouzon               |

### Villages, hameaux et lieux-dits
Outre le bourg de Parsac proprement dit, le territoire communal se compose de villages ou de hameaux, ainsi que de lieux-dits :
- les Andrieux
- les Benêts
- Bois de la Chapelle
- le Bois du Fort
- Bois de la Garenne
- Bois de Gouttemane
- Bois de Jardon
- le Bois de Lacroix
- Bois de Parsac
- Bois de Parsac[Note 1]
- les Bordes
- les Bourses
- la Brande
- la Brande[Note 2]
- Brande des Andrieux
- la Brande de Clavard
- Brande de Marsat
- les Bruyères
- Bruyères de Bessallas
- les Chabannes
- la Chapelle
- les Chassagnauds
- le Chassin
- le Châtaignier
- la Chaume
- De la Chaume
- Chier Long
- les Clédières
- le Clos
- la Corade
- la Côte
- les Coutures
- De la Croix
- la Croix de Gladière
- les Cumilières
- Domaines du Bois
- les Fours
- les Fours et le Grand Patural
- les Gélinats
- les Génétoux
- Gladière
- les Goulets
- la Goutte
- la Goutte Close
- la Goutte de Lavaud
- la Goutte Vieille
- le Grand Champ
- le Grand Chemin
- la Grande Brande
- la Grande Mazère
- la Grolière
- les Houillères
- Jardon
- Jarnagette
- Lâge
- Lascaud
- Laschamps
- les Latières
- Lavaud
- Lavillatte
- Madeleine
- la Maison Neuve
- la Marche
- les Marcillauds
- Marsat
- les Mas
- Mazère
- les Monceaux
- Montignat
- le Moulin de Lavillatte
- les Moulins
- le Naud
- le Naute
- la Palle
- le Paraissant
- les Passages
- les Paturaux
- Patures de Capitaine
- Patures des Gouttes
- le Pèleron
- la Petite Mazère
- Peuch Redon
- Pierre Grosse
- la Plagne
- le Ponté
- Pothières
- les Pouges
- la Prairie
- las Quérias
- les Rateaux
- Riogile
- les Roches
- les Sagnes
- le Sauzier
- Segnard Mabraux
- le Ségnard Mougniaud
- les Tarsaux
- les Terres de la Garenne
- Terre des Lignes
- Terres Pétarauds
- la Valette
- les Vernets
- la Verniade
- les Viges.

## Toponymie
Le nom de la commune est basé sur l'anthroponyme latin Parcius ou Patricius suivi du suffixe -acum marquant la propriété et signifiant « Domaine de Parcius ou de Patricius ».
En occitan marchois, le lieu porte le nom de Parçac.

## Histoire
- Si vous ne connaissez pas le sujet, laissez ce bandeau (vous pouvez alors contacter les auteurs).
- Si vous supprimez le contenu mis en cause (vous pouvez préalablement contacter les auteurs),

argumentez précisément cette suppression dans la page de discussion
(un manque de référence n'est pas un argument ; une recherche réelle de référence doit avoir été effectuée, être formellement documentée).
C’est à l'époque gallo-romaine qu’a été construit un temple sur lequel a été érigée une église carolingienne sur laquelle se trouve maintenant l’église romane construite au XIIe siècle.
- L'église romane Saint-Martin : le saint patron de Parsac est saint Martin de Tours. Son jour d’ordination est le 4 juillet, date à laquelle les villageois allaient en procession à la fontaine portant son nom.
- La fontaine Saint-Martin : cette fontaine qui ne tarit jamais était réputée guérir les fièvres.
- Le village de Parsac s’est construit autour d’un château dont il ne reste que quelques vestiges de nos jours. Ce château probablement construit au XVe siècle a pu remplacer un château plus ancien. Il ne reste aujourd’hui qu’une tour, un petit corps de bâtiment et des remparts. Ce château autrefois était entouré d’un étang qui lui servait de défense. Il possédait un donjon rectangulaire dont les pierres ont servi à construire la résidence actuelle. L’étang de Parsac était alimenté par les ruisseaux du Verreaux et de l’Aubre. Il a disparu en 1845 quand un terrible orage l’a fait déborder et lui a fait emporter la chaussée et causer une inondation dans le bourg. L’étang alimentait deux moulins, un moulin à blé qui a été transformé en maison d’habitation et un moulin à chanvre qui a été détruit.
- Parsac, village animé : c'est entre 1900 et 1940 que Parsac a été le plus animé et était vraiment un bourg qui comptait de nombreux commerçants et artisans. Il y avait : 2 boulangeries, 3 boucheries, 6 épiceries dont l’une vendait de la vaisselle et des couronnes mortuaires, une autre des tissus, une autre de la vaisselle, une autre de la mercerie et une autre enfin des fruits et légumes, 4 commerces de vin en gros, 1 moulin, construit en 1932, tournant d’abord au mazout puis à l’électricité, 5 cafés dont 2 cafés restaurants, 2 coquetiers, 3 sabotiers, 1 coiffeur pour hommes, 1 coiffeur pour dames, 1 menuisier, 1 menuisier charron couvreur, 2 menuisiers charpentiers, 1 menuisier ébéniste, 2 lingères, 1 faiseuse de bonnets, 1 tailleur d’habits, 1 tailleur de pierres, 1 garage, 1 bûcheron, 1 tonnelier, 1 cordonnier, 2 chiffonniers, 1 charretier, 1 forgeron, 1 forgeron maréchal ferrant, 1 forgeron maréchal ferrant serrurier quincaillier, 1 notaire, et il y avait des fermes où l’on allait chercher du lait. Maintenant, il ne reste plus que 2 boulangeries, 1 café restaurant, des fermes et une Poste.
- La Poste : à la place de celle-ci, avant 1889, se trouvait l’école des garçons, et l’école des filles se trouvait à la place de la boulangerie (en face du café). À cette époque, l’école était pour tout le monde et payante. 20 enfants issus de familles pauvres étaient pris en charge (10 par la commune et 10 par l’église). C’est à cette époque que l’école recevait une centaine d’élèves pour un seul instituteur. Celui-ci avait fait une demande au rectorat, pour avoir un adjoint, qui lui a été refusée. Après la loi de 1885-86 (Jules Ferry) qui donnait l’accès gratuit à l’école, la commune demanda l’agrandissement de l’école. Celui-ci fut refusé à cause d’un café qui se trouvait à côté. Alors fut décidée et entreprise la construction de l’école actuelle. Les bâtiments qui contiennent la Mairie et l’école élémentaire ont été construits en 1889. L’école était composée de deux parties. Une école de filles et une école de garçons qui étaient séparées par la mairie. Il y avait 4 classes (2 classes de filles et 2 classes de garçons). Les enfants étaient dans des classes mixtes mais étaient séparés au moment de la récréation. Les filles dans une cour et les garçons dans l’autre. C’est en 1895 qu’a été créée une classe enfantine qui accueillait les enfants entre 4 et 6 ans. À cette époque, il n’y avait pas de cantine, chaque enfant amenait de la nourriture et celle-ci servait à faire un repas commun. Le collège actuel a été construit vers 1970.
- Parsac était alimentée en eau par deux puits (1 pour le haut du bourg et 1 pour le bas du bourg).
- En face de la Poste, il y a une petite place. Sur celle-ci se trouvait une croix en pierre sur laquelle on déposait les cercueils lors d’un enterrement. Cette croix a été vendue et a servi de dallage pour le four du boulanger. Une autre croix se trouvait à la Croix de Gladière. Elle était en bois, et non entretenue, elle a pourri et disparu.

Le cimetière de Parsac n’a pas toujours été à l’endroit que nous connaissons aujourd’hui. Avant, il était dans le bourg. D’après des papiers officiels, nous savons qu’il a fallu presque un siècle pour que le cimetière soit changé de place. Nous avons appris que le presbytère a été vendu comme bien national pendant la Révolution et que la commune l’a racheté bien plus tard. Actuellement, il n’y a pas de curé qui réside à Parsac. Le dernier était M. Alhéritière Léon qui cessa d’exercer en 1922. Depuis, c’est le curé de Gouzon qui vient pour célébrer les messes. En 1987 - 88 - 89, des fouilles archéologiques ont permis de découvrir des sarcophages et mis au jour une partie du temple gallo-romain qui constitue les fondations de l’église.
Au XVe siècle et sans doute jusqu'à la Révolution française, une majeure partie des habitants de Parsac étaient tenanciers de la commanderie de Blaudeix. Ils étaient soumis au droit de Mortaille.

## Politique et administration

### Liste des maires puis des maires délégués

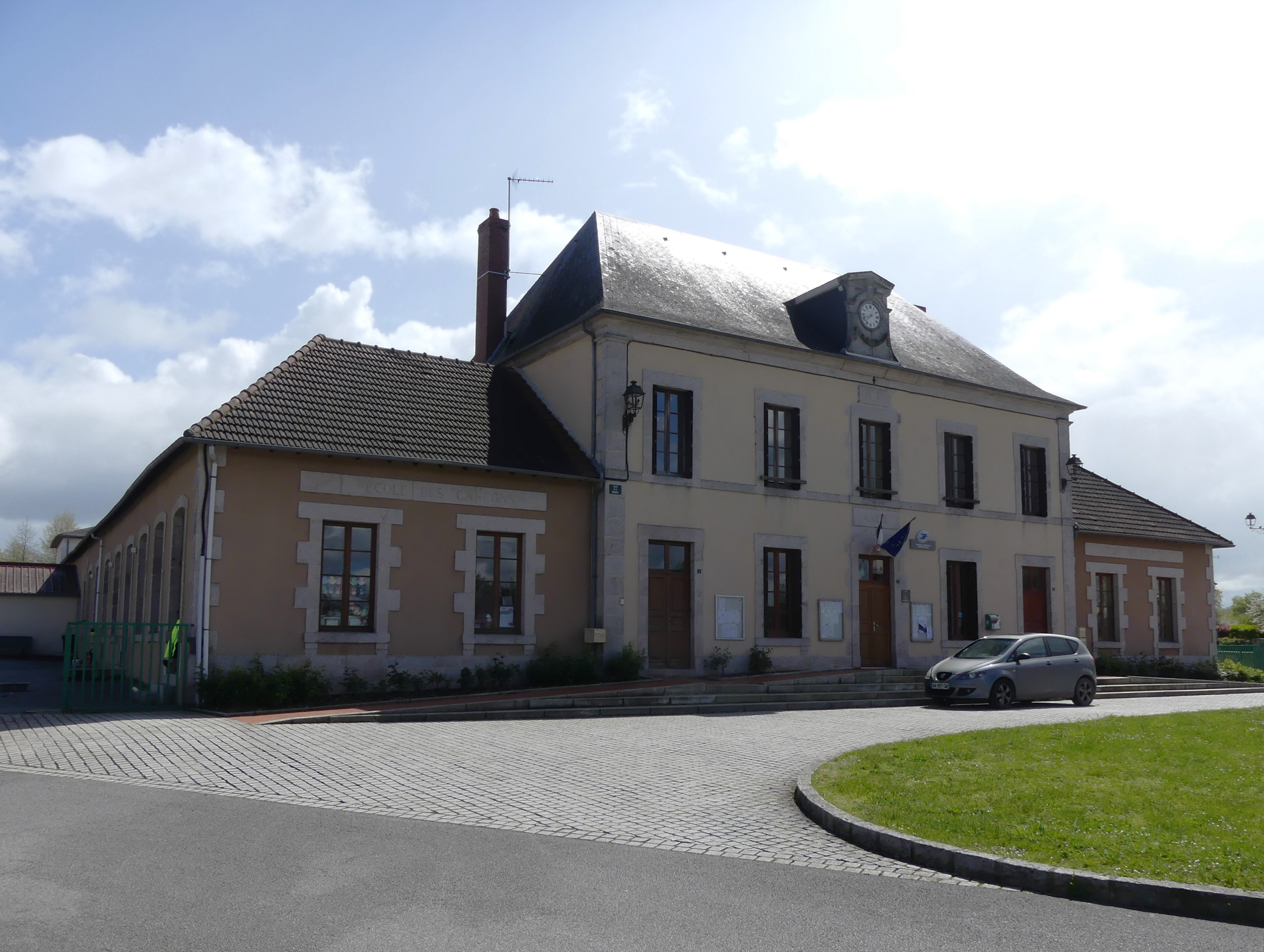
L'ancienne mairie de Parsac, actuelle mairie de Parsac-Rimondeix.

| Période                                  | Période       | Identité      | Étiquette | Qualité                    |
| ---------------------------------------- | ------------- | ------------- | --------- | -------------------------- |
| Les données manquantes sont à compléter. |               |               |           |                            |
|                                          |               |               |           |                            |
| juin 1995                                | mars 2008     | Denise Gaumer |           |                            |
| mars 2008                                | décembre 2015 | François Riva | DVD       | Retraité de l'enseignement |

| Période      | Période   | Identité      | Étiquette | Qualité                    |
| ------------ | --------- | ------------- | --------- | -------------------------- |
| janvier 2016 | juin 2020 | François Riva | DVD       | Retraité de l'enseignement |

## Démographie
L'évolution du nombre d'habitants est connue à travers les recensements de la population effectués dans la commune depuis 1793. À partir du 1er janvier 2009, les populations légales des communes sont publiées annuellement dans le cadre d'un recensement qui repose désormais sur une collecte d'information annuelle, concernant successivement tous les territoires communaux au cours d'une période de cinq ans. 
Pour les communes de moins de 10 000 habitants, une enquête de recensement portant sur toute la population est réalisée tous les cinq ans, les populations légales des années intermédiaires étant quant à elles estimées par interpolation ou extrapolation. Pour la commune, le premier recensement exhaustif entrant dans le cadre du nouveau dispositif a été réalisé en 2007,.
En 2013, la commune comptait 609 habitants, en évolution de +4,46 % par rapport à 2008 (Creuse : −2,43 %, France hors Mayotte : +2,49 %).
| 1793  | 1800  | 1806  | 1821  | 1831  | 1836  | 1841  | 1846  | 1851  |
| ----- | ----- | ----- | ----- | ----- | ----- | ----- | ----- | ----- |
| 1 406 | 1 098 | 1 428 | 1 538 | 1 648 | 1 685 | 1 663 | 1 697 | 1 766 |

| 1856  | 1861  | 1866  | 1872  | 1876  | 1881  | 1886  | 1891  | 1896  |
| ----- | ----- | ----- | ----- | ----- | ----- | ----- | ----- | ----- |
| 1 649 | 1 595 | 1 628 | 1 639 | 1 645 | 1 642 | 1 644 | 1 598 | 1 608 |

| 1901  | 1906  | 1911  | 1921  | 1926  | 1931  | 1936  | 1946  | 1954 |
| ----- | ----- | ----- | ----- | ----- | ----- | ----- | ----- | ---- |
| 1 611 | 1 608 | 1 543 | 1 345 | 1 275 | 1 253 | 1 202 | 1 060 | 932  |

| 1962 | 1968 | 1975 | 1982 | 1990 | 1999 | 2007 | 2012 | 2013 |
| ---- | ---- | ---- | ---- | ---- | ---- | ---- | ---- | ---- |
| 847  | 768  | 681  | 644  | 619  | 592  | 587  | 607  | 609  |

## Culture locale et patrimoine

### Lieux et monuments

#### Patrimoine civil
- Château de la Chapelle.
- La gare de Parsac - Gouzon.
- Le collège de Parsac s'appelle Octave Gachon.

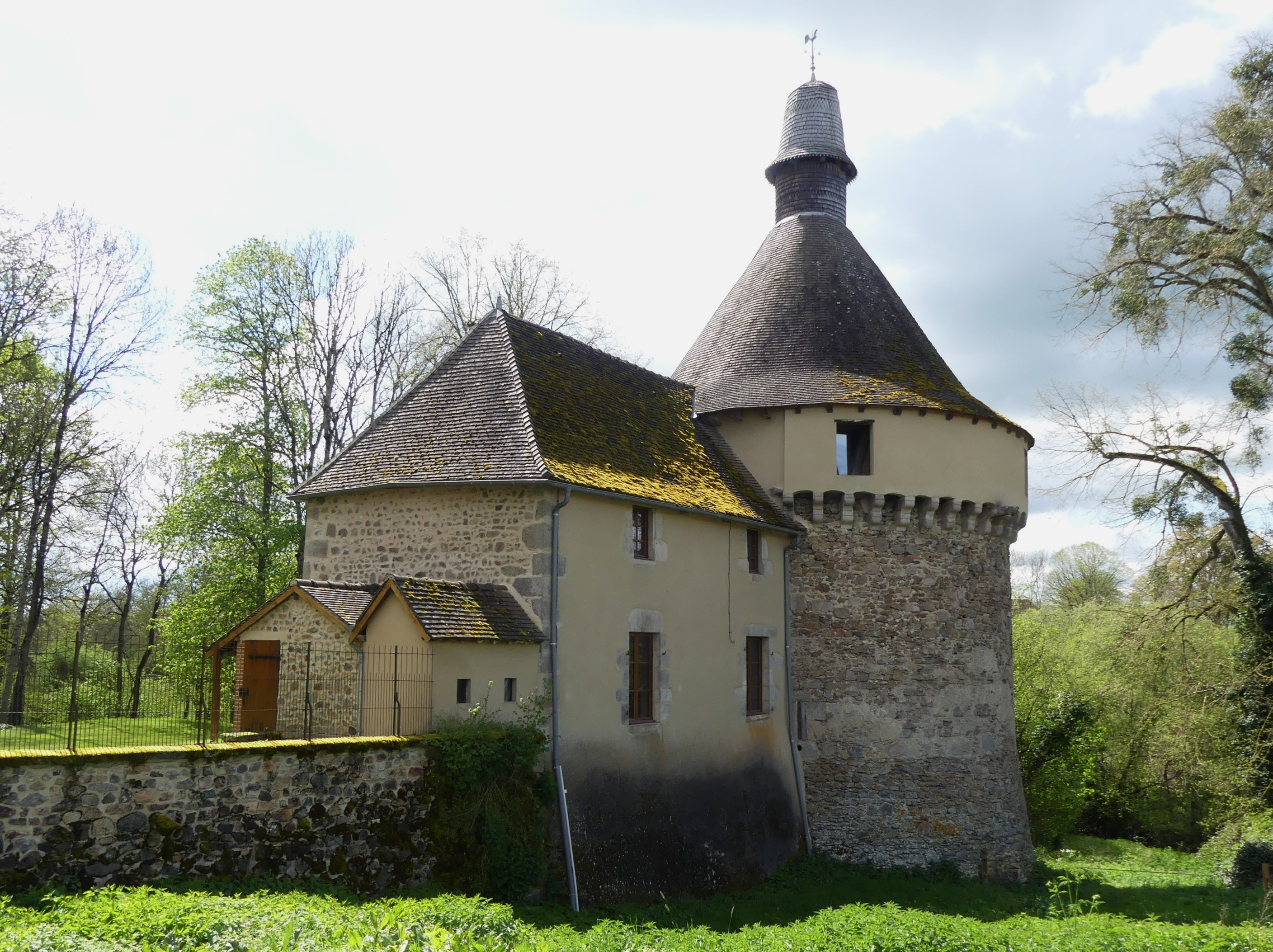
Le château de la Chapelle.
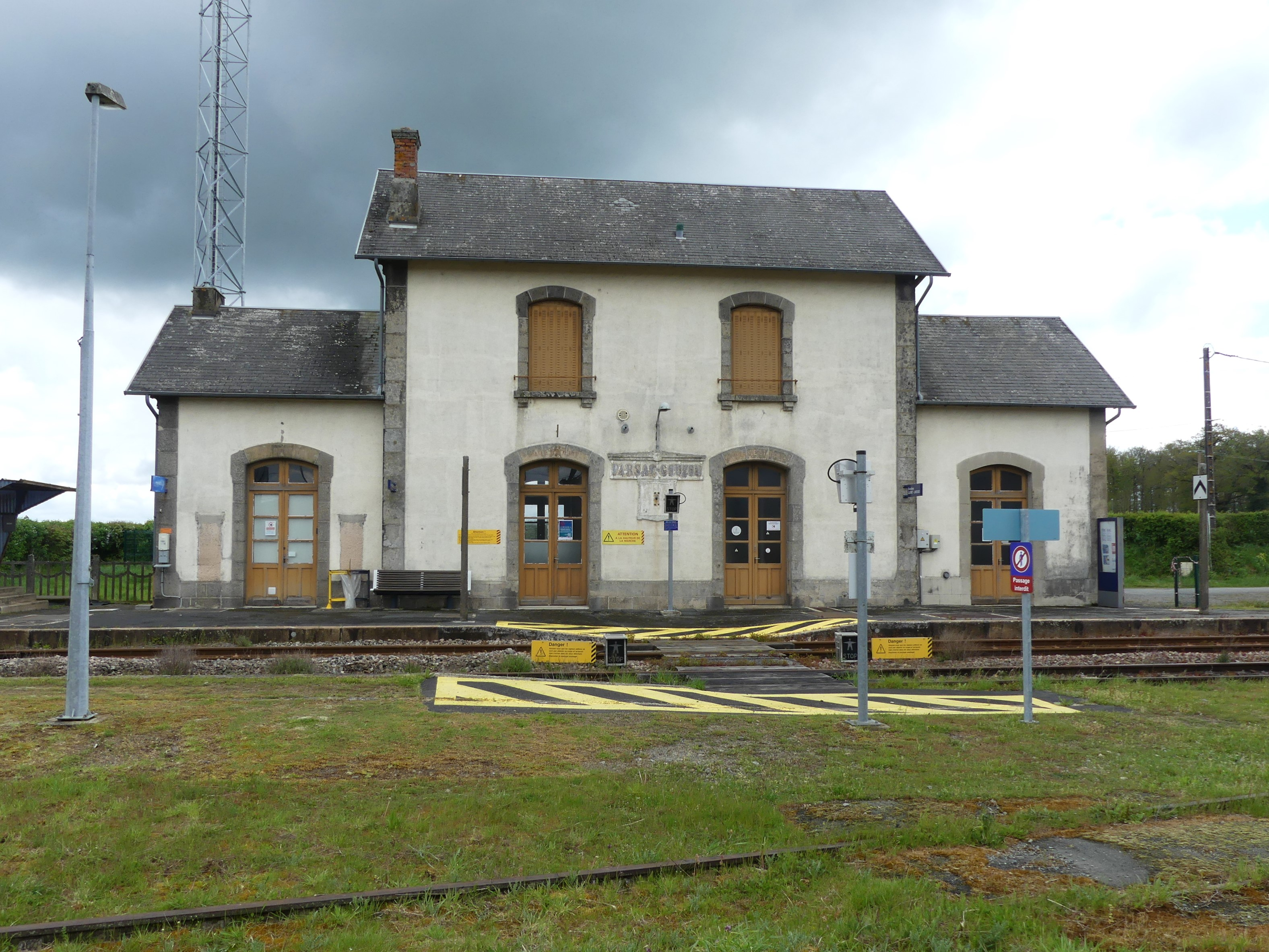
L'ancien bâtiment voyageurs de la gare de Parsac - Gouzon.
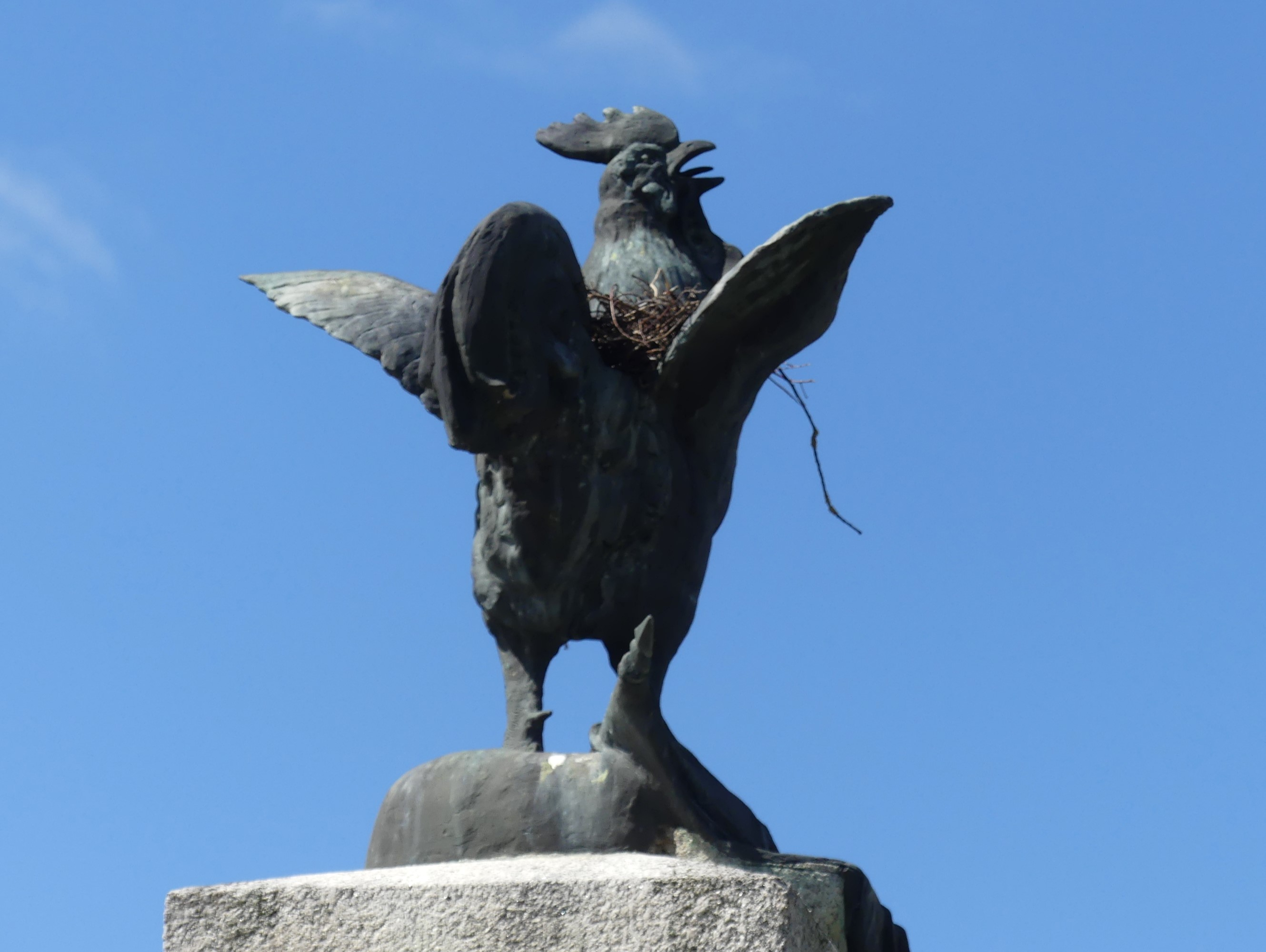
Le coq qui surmonte le monument aux morts.
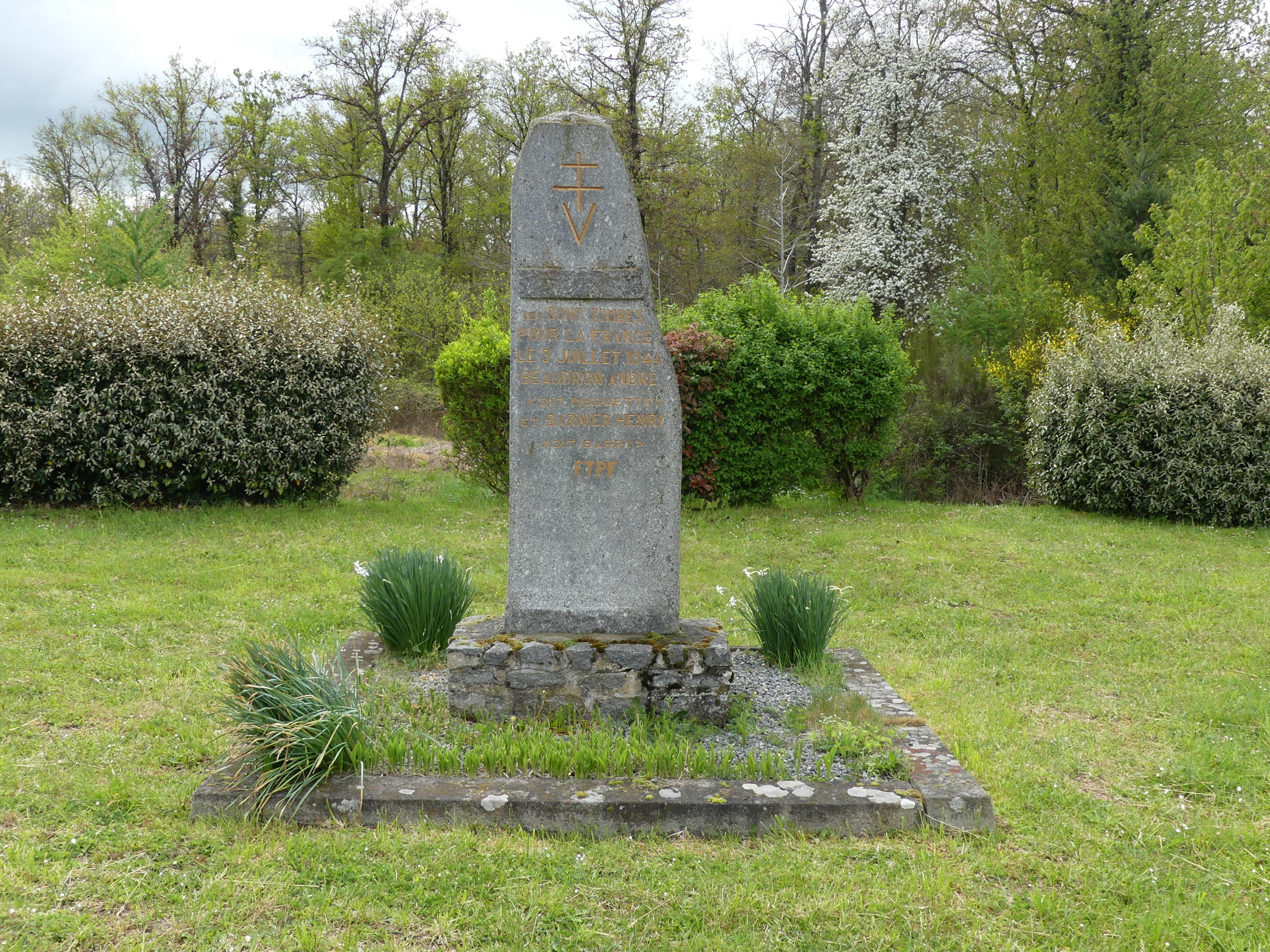
Stèle à la mémoire de deux Francs-tireurs et partisans, près de la gare.
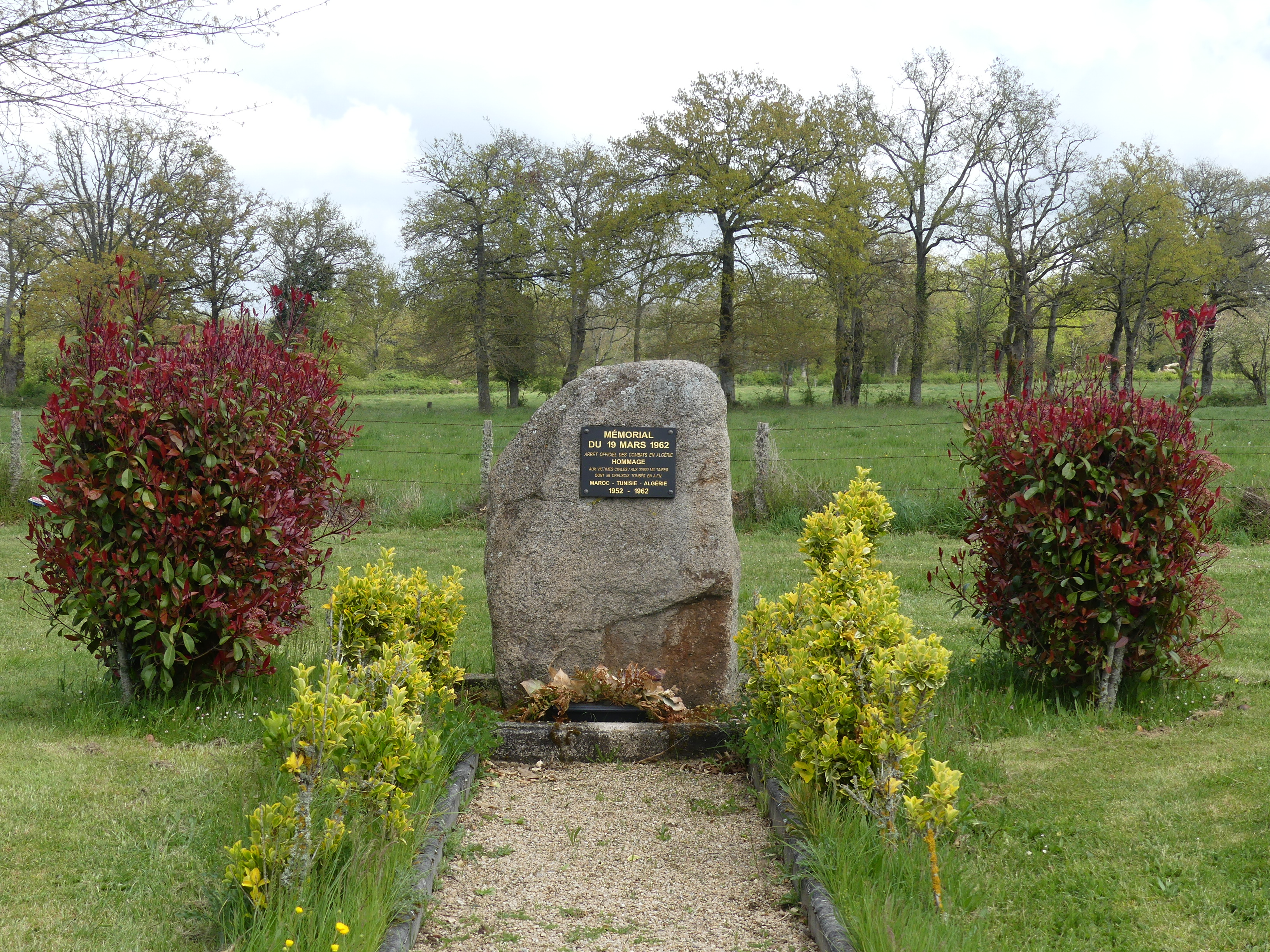
Le mémorial du 19 mars 1962.

#### Patrimoine religieux
- L'église Saint-Martin, y compris son décor peint, est inscrite au titre des monuments historiques en 1989[10]. Son maître-autel avec retable du XIXe siècle est inscrit au titre des monuments historiques en 1979[11].
- Chapelle Sainte-Madeleine, ou chapelle des Templiers, au lieu-dit Madeleine[12].

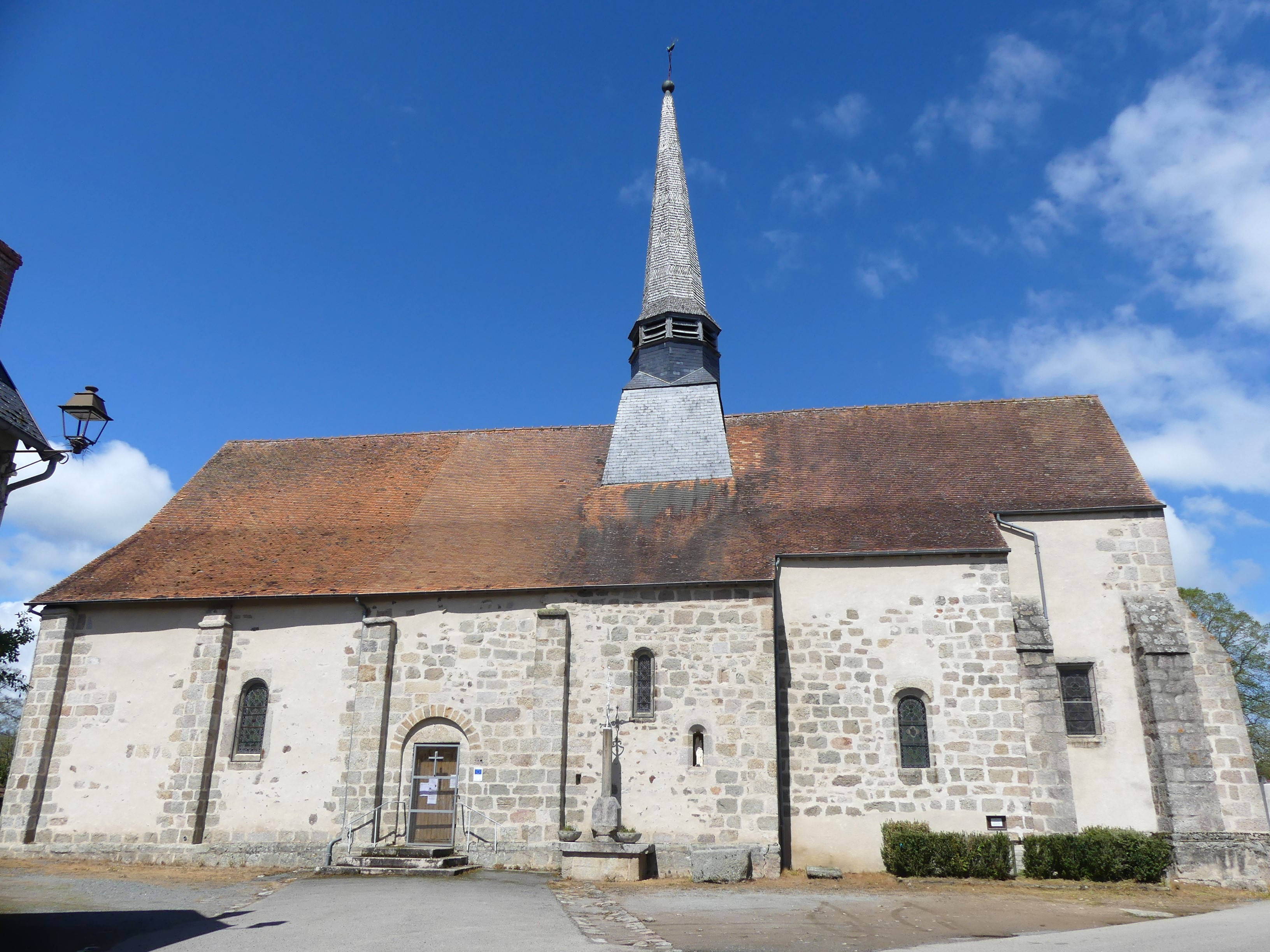
L'église Saint-Martin.
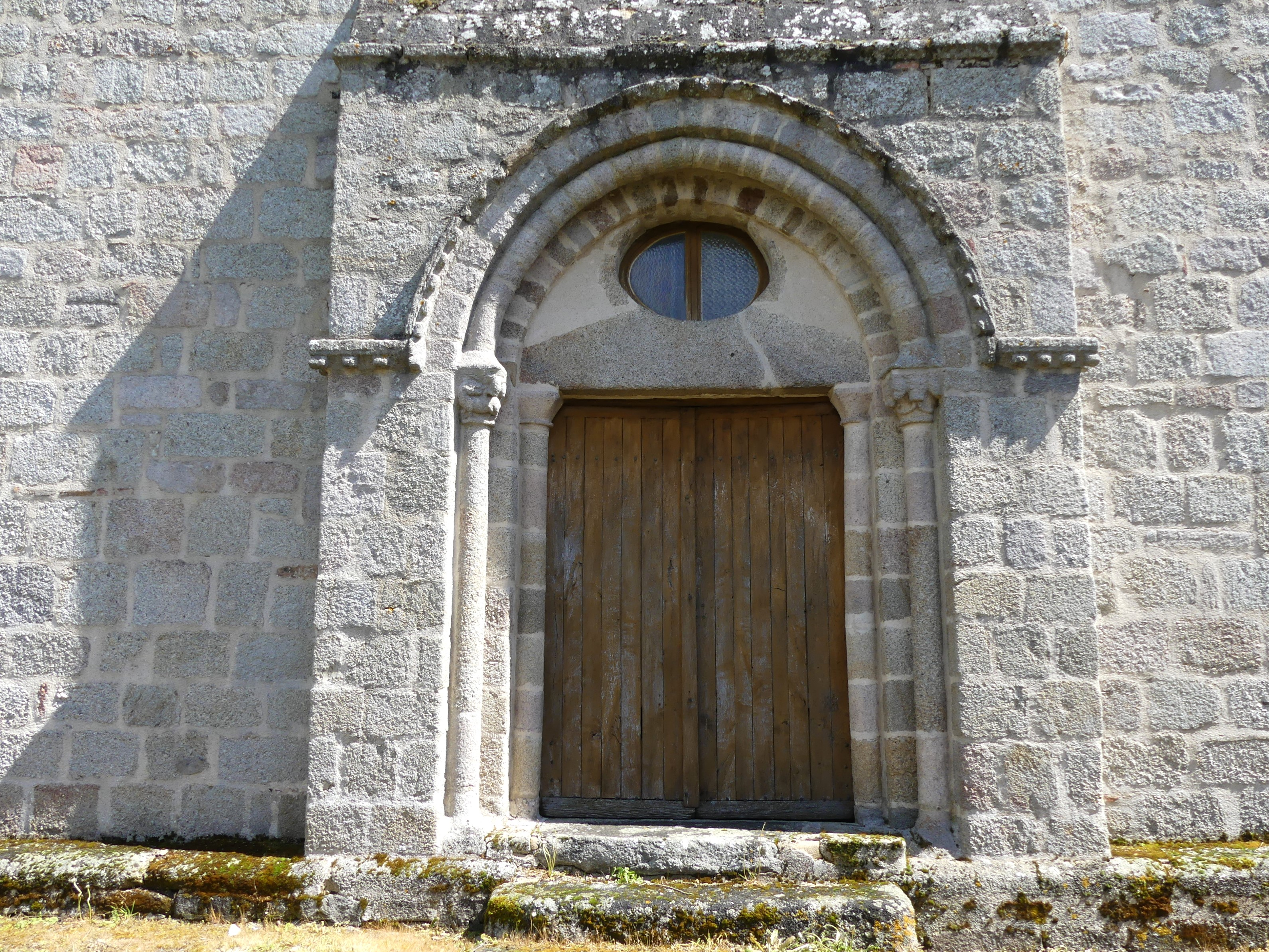
Son portail.
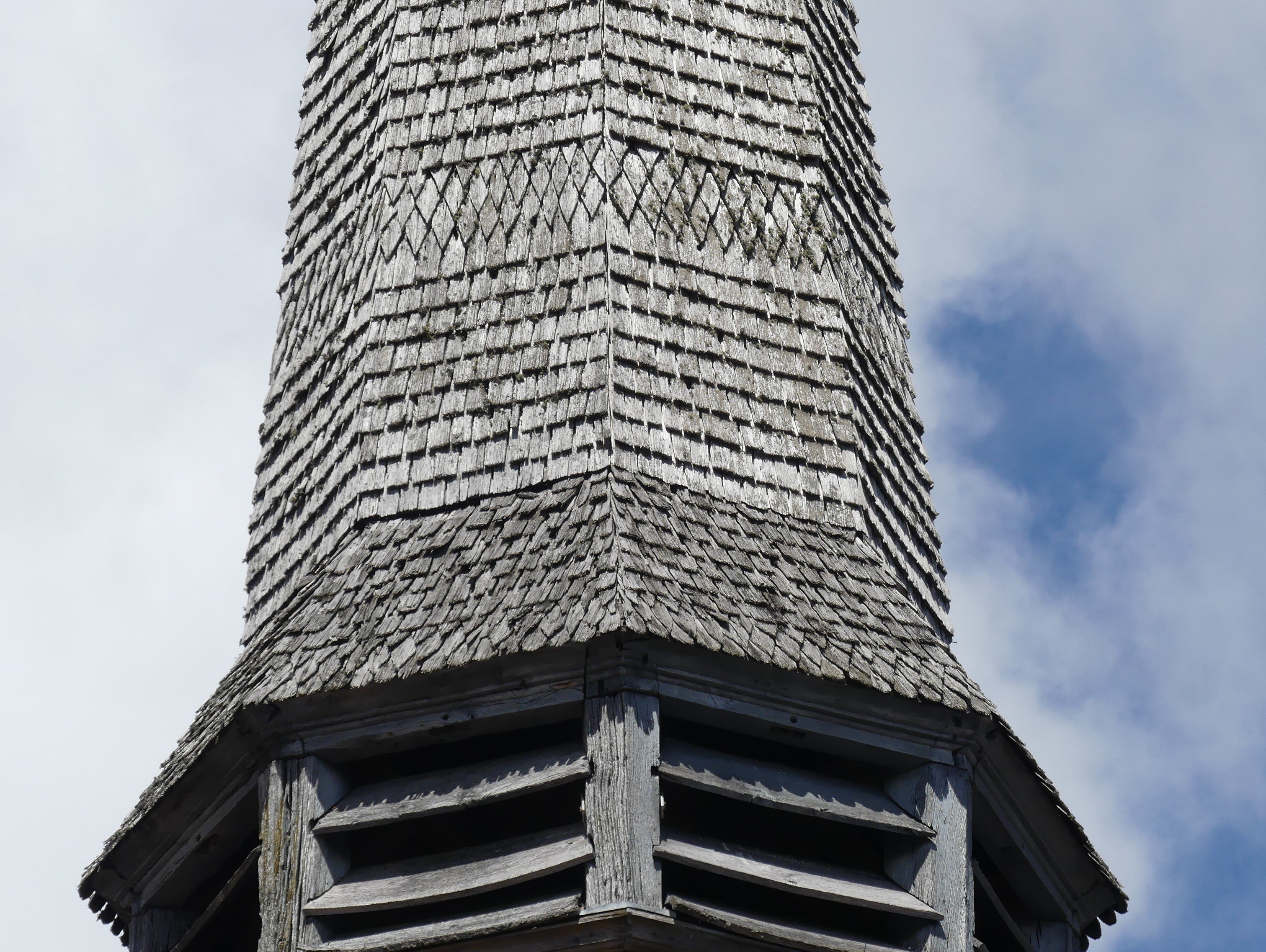
Les bardeaux du clocher.
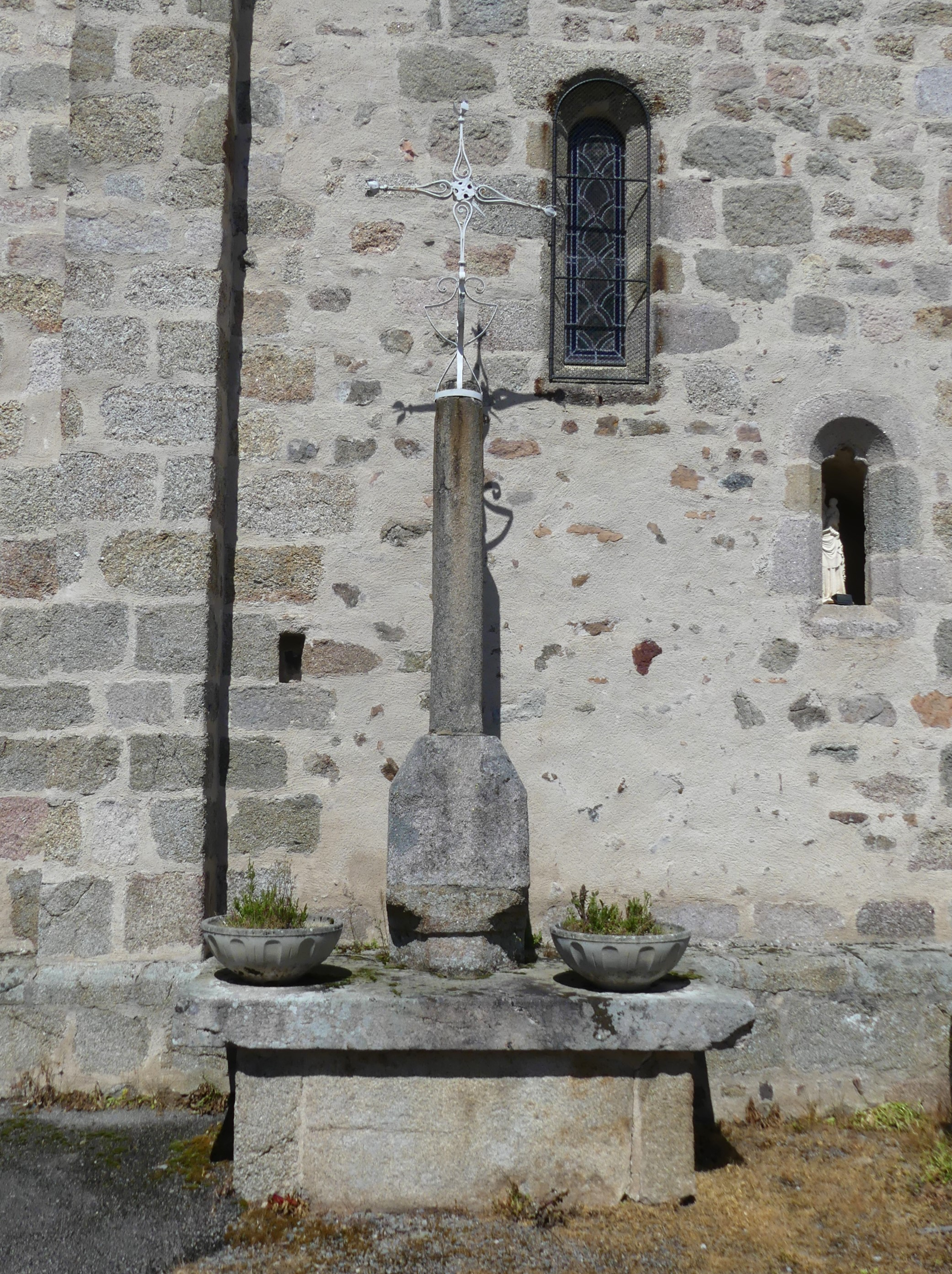
Croix devant l'église.
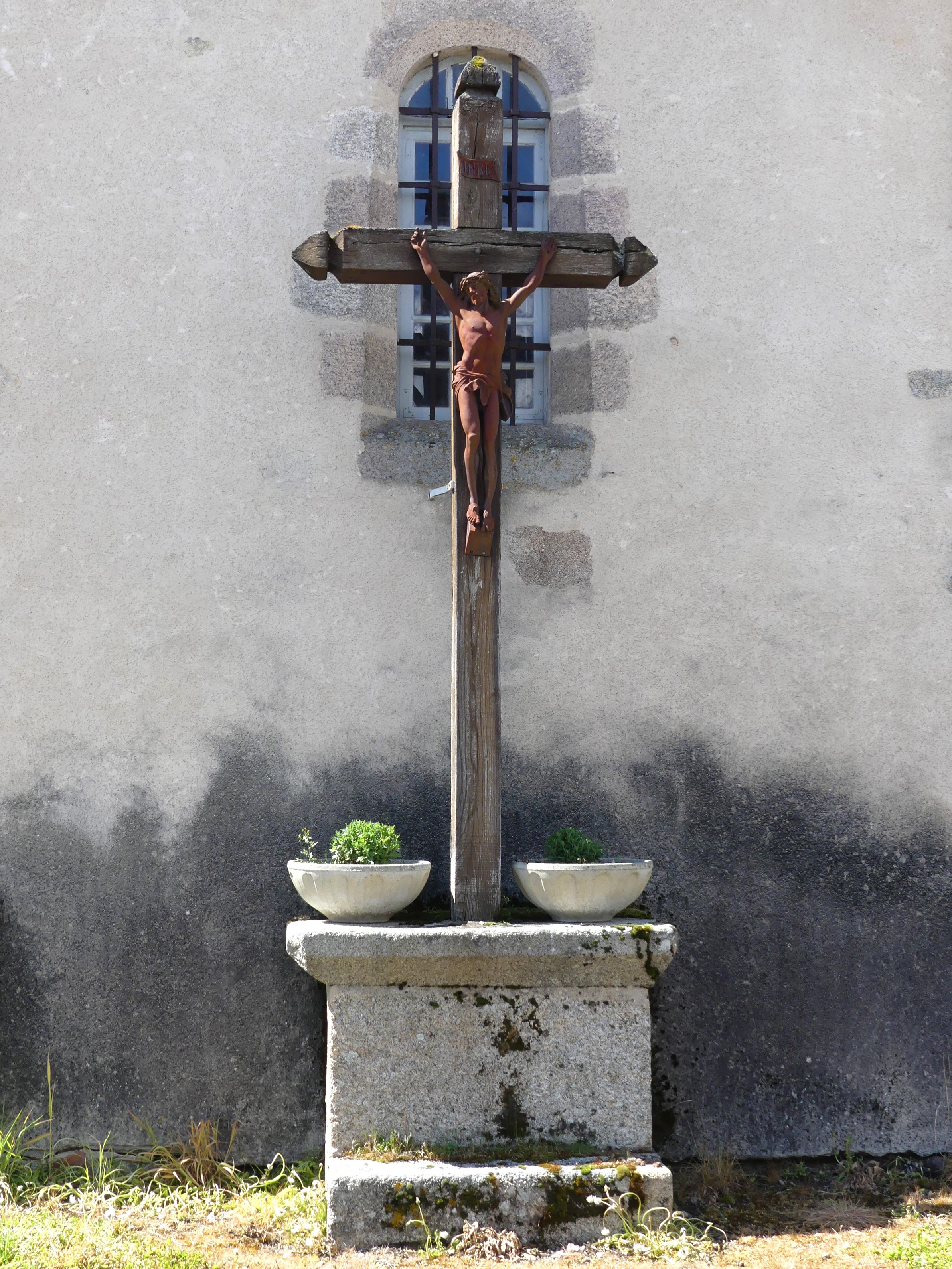
Crucifix au chevet de l'église.
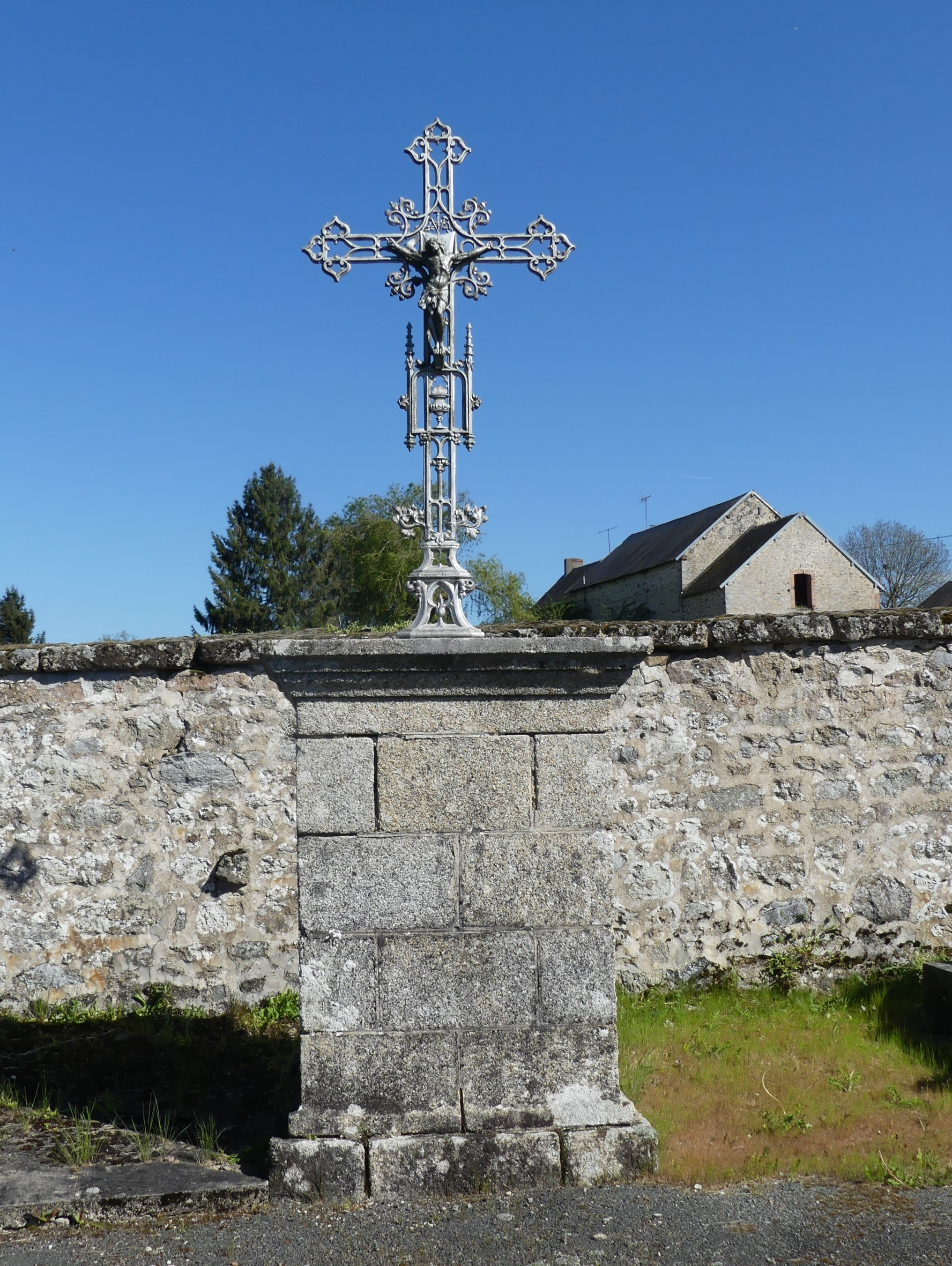
La croix principale du cimetière de Parsac.

### Personnalités liées à la commune
- Octave Dayen (1906-1987), né et mort à Parsac, est un coureur cycliste français.